# Hasni Abidi
Pour les articles homonymes, voir Abidi.
Hasni Abidi, né en 1964 à Tébessa, est un politologue algérien et suisse spécialiste du monde arabe. Il est directeur du Centre d'études et de recherche sur le monde arabe et méditerranéen (CERMAM) à Genève. Enseignant au Global Studies Institute de l'université de Genève, il est chercheur invité à l'université Panthéon-Sorbonne.

## Carrière
Titulaire d'un doctorat en science politique de l'Université de Genève et diplômé en études européennes de l'Institut européen de l'université de Genève, il a travaillé comme consultant auprès de plusieurs institutions internationales dont le CICR, l'Unesco, la CNUCED et l'UNAOC.
Ses travaux portent sur l'évolution politique au Proche-Orient et au Maghreb.

## Publications
Hasni Abidi a contribué à plusieurs publications, entre autres : 
- L'Europe et la Méditerranée : l'après Barcelone, Genève, Institut européen de l'Université de Genève, 1996, 53 p.
- Algérie : comment sortir de la crise ?, Paris, L'Harmattan, 2003, 255 p. (ISBN 978-2747547680).
- Le Manifeste des Arabes, Paris, Encre d'Orient, 2012, 97 p. (ISBN 978-2362430251).
- Où va le monde arabe : les enjeux de sa transition, Paris, Éditions Érick Bonnier, 2013, 228 p. (ISBN 978-2367600062).
- Petit lexique pour comprendre l'islam et l'islamisme, Paris, Éditions Érick Bonnier, 2015, 101 p. (ISBN 978-2367600451).
- Monde arabe, entre transition et implosion : les dynamiques internes et les influences externes, Paris, Éditions Érick Bonnier, 2015, 347 p. (ISBN 978-2367600505).
- Moyen-Orient : le temps des incertitudes, Paris, Éditions Érick Bonnier, 2018, 288 p. (ISBN 978-2367601113).
- Le Moyen-Orient selon Joe Biden : essai, Paris, Éditions Érick Bonnier, 2021, 215 p. (ISBN 978-2367602226).

Il est régulièrement invité dans des émissions télévisuelles ou radiophoniques dans le monde arabe et en Europe.